# ویواکلمبیا
ویواکلمبیا (به انگلیسی: VivaColombia) یک شرکت هواپیمایی با کد یاتا FC است که در ۲۰۰۹ میلادی تأسیس شده و در ۲۵ مه ۲۰۱۲ فعالیتش را آغاز کرده‌است. دفتر مرکزی ویواکلمبیا در مدلین، کلمبیا واقع شده‌است و به ۱۰ مقصد، پرواز انجام می‌دهد.